# Ex Istituto farmaceutico Serono
L'ex Istituto Farmacologico Serono è un edificio di Roma, situato nel quartiere Prenestino-Labicano, su via Casilina angolo piazza del Pigneto, nei pressi del ponte Casilino.

## Storia
Primo stabilimento chimico-farmaceutico della Capitale, progettato dall'architetto Antonio Flory, venne inaugurato il 22 marzo 1909 alla presenza delle autorità comunali e del suo fondatore, l'imprenditore torinese Cesare Serono. L'edificio si mostra imponente sia su piazza del Pigneto che su via Casilina, dove è ben visibile dal ponte Casilino che scavalca le ferrovie che conducono e provengono dalla non lontana stazione Termini.

I danni all'Istituto farmaceutico Serono a seguito dei bombardamenti del 1943.

L'Istituto nazionale medico-farmacologico della Serono venne fondato a Torino il 10 marzo 1906 dal prof. Cesare Serono che, con l'aiuto del presidente dell'Istituto, principe senatore Prospero Colonna, divenne presidente dell'Unione Industriali del Lazio e, negli anni venti, effettuò degli ampliamenti alla struttura della fabbrica. Serono fu deputato della Camera durante la XXVIII e la XXIX legislatura del Regno d'Italia.
La fabbrica subì notevoli danneggiamenti durante il bombardamento di Roma effettuato dagli Alleati.
Nel 1977 l'attività della Serono venne trasferita in Svizzera e la fabbrica romana chiuse.
Nei primi anni del XXI secolo una parte dell'ex stabilimento venne trasformato in struttura alberghiera, mentre la restante parte ospita gli uffici di Merck, azienda tedesca attiva in ambito scientifico e tecnologico che ha acquisito la Serono nel 2006. 